# Kim Sonne-Hansen
Pour les articles homonymes, voir Sonne.
Kim Sonne-Hansen, né le 23 juin 1992 à Ringkøbing-Skjern, est un handballeur danois qui évolue au poste de gardien de but depuis 2019 dans le club français du C' Chartres MHB.

## Carrière
En 2012, Kim Sonne-Hansen, alors au Team Tvis Holstebro, rejoint le Stoholm Håndbold, club de division 2 danoise. Il n'y reste qu'une saison, puisqu'il signe en 2013 un contrat avec un club de première division, le Skive fH.
Avec le Skive fH, il réalise une superbe saison, avec des statistiques de 75 arrêts sur 255, mais ne peut empêcher la relégation de son équipe en deuxième division. Ces bonnes statistiques lui permettent de rejoindre pendant le Mercato le prestigieux club de la Bundesliga, le THW Kiel. Il y est titulaire de l'équipe réserve, effectuant également des apparitions ponctuelles en équipe première.
En 2015, il rejoint le GWD Minden.
En 2019, après quatre années à Minden, Sonne Hansen rejoint le C' Chartres MHB en première division française. Il réalise une bonne première saison dans l’Hexagone, avec notamment plus de dix arrêts lors des victoires chartraines à Ivry et Créteil, et participe au premier maintien dans l'élite de l'histoire du club. Mais, plus décevant en 2020-2021, il ne convainc pas Toni Gerona de le conserver.
Après deux saisons, il retourne au Danemark et s'engage pour les deux exercices suivants avec le club de Ribe-Esbjerg.
Kim Sonne a disputé douze rencontres pour l'équipe du Danemark junior. 